# Christiane Martel
Christiane Martel, tên khai sinh là Christiane Magnani (sinh năm 1932 tại Paris) là một nữ hoàng sắc đẹp người Pháp. Bà là Hoa hậu Hoàn vũ 1953.
Bà là người Pháp đầu tiên đăng quang danh hiệu Hoa hậu Hoàn vũ. Bà cũng là người phụ nữ đầu tiên và cho đến bây giờ của nước Pháp đoạt vương miện Hoa hậu Hoàn vũ mà không phải là người giữ danh hiệu Hoa hậu Pháp. Sau khi đăng quang, bà đã trở thành một nữ diễn viên thành công.
Christiane có một cuộc hôn nhân chóng vánh với Ronnie Marengo. Sau đó, bà lấy Miguel Alemán Velasco, thống đốc bang Veracruz và là con trai của Miguel Alemán Valdés, cựu tổng thống México. Hiện nay bà đang sống tại bang Veracruz, Mexico cùng chồng, ba con gái và một con trai.
Bà xuất hiện trong cuộc thi Hoa hậu Hoàn vũ các năm 1993 và 2007 được tổ chức tại Mexico.